# Pirogravat

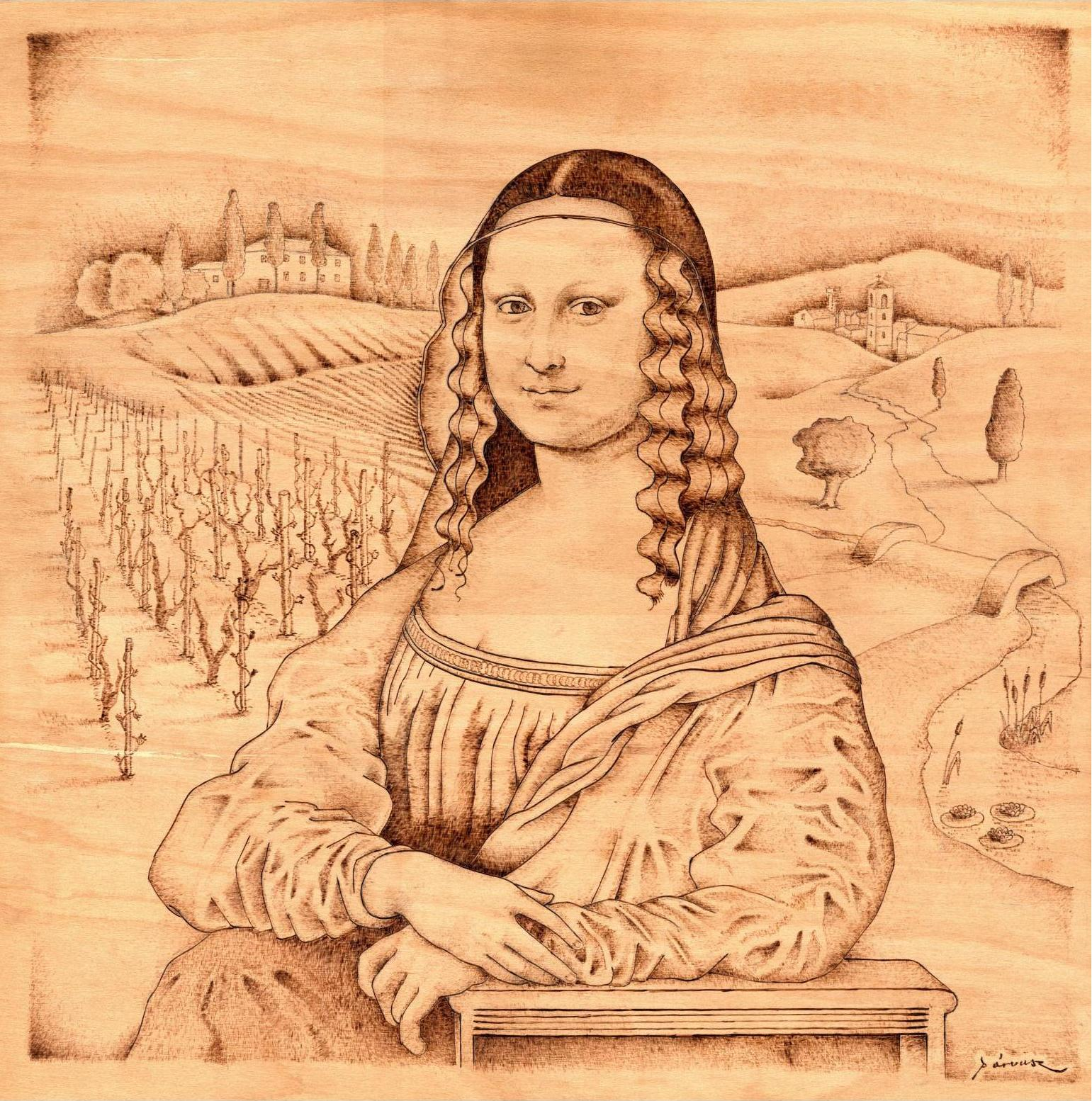
Pirogravat de la Mona Lisa

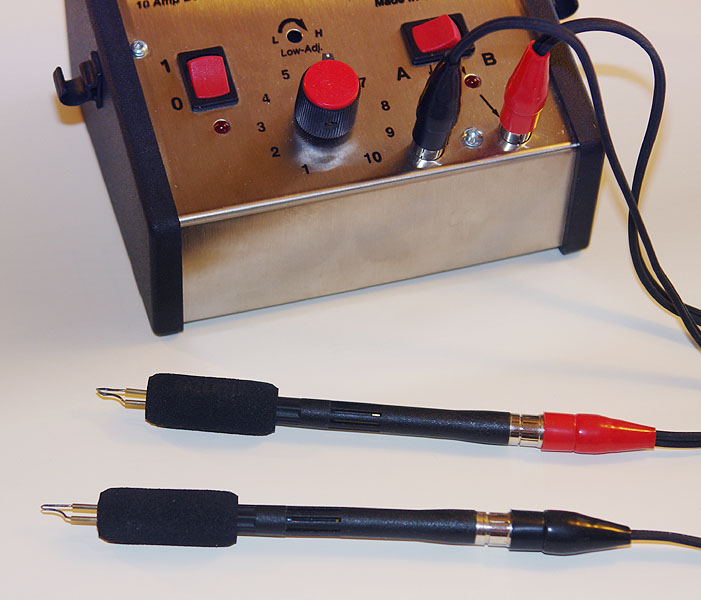
Aparell pirogravador regulable

El  pirogravat  (del grec.  piros  = foc  graphos  = escriptura) és una tècnica de dibuix, primordialment, però la seva utilització abasta en la pràctica, qualsevol gravat emprant l'aparell conegut en l'actualitat com  pirogravador , el qual empra electricitat per generar la calor suficient a la punta.
Es tracta de cremar un suport, ja sigui aquest de paper, cartró, o fusta, amb el pirogravador marcant un dibuix sobre aquesta superfície. El pirogravador té diversos mànecs semblants als dels soldadors d'estany, i diversos caps amb diferents formes.
Regulant la intensitat de la calor que desprèn la punta, s'aconsegueix més o menys intensitat en el cremat i, conseqüentment, diferents tonalitats del marró suau al negre absolut.
El mètode que precedeix l'actual electro-termo-gravació  és el de la utilització d'una flama oberta i un objecte metàl·lic que absorbeix la calor per poder cremar un tauló de fusta.

## Història
Aquesta tècnica ha estat practicada per diverses cultures incloent els egipcis i algunes tribus africanes des dels orígens dels temps. El pirògraf Robert Boyer proposa que aquesta tècnica data de la prehistòria quan els primers humans van crear dissenys utilitzant les restes calents del foc. A la Xina, durant la dinastia Han es coneixia aquest mètode com "brodat amb agulles de foc". Durant l'època victoriana, la invenció de màquines va provocar un ampli interès per aquest tipus d'artesania i va ser llavors quan es va encunyar el terme  pirografia  La pirografia és, en molts països, una forma artística tradicional.

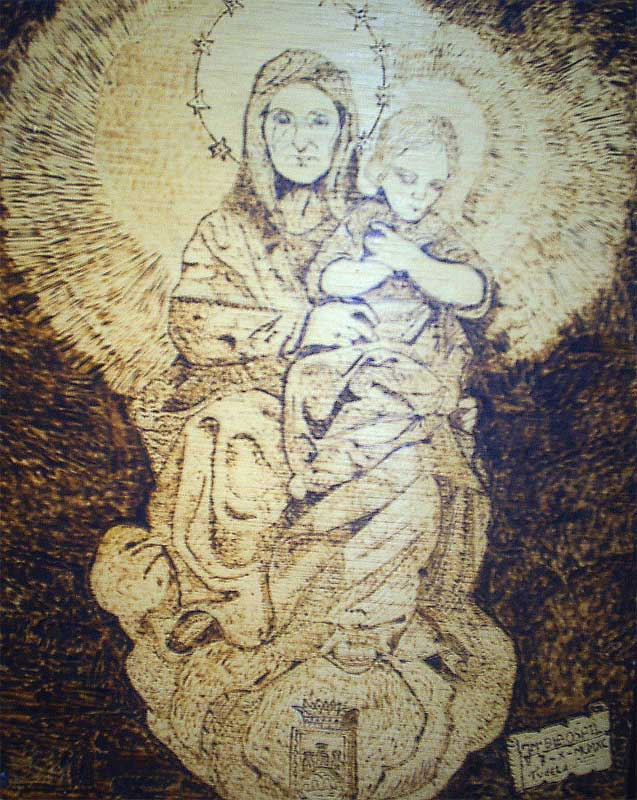
Dibuix realitzat amb aquesta tècnica.
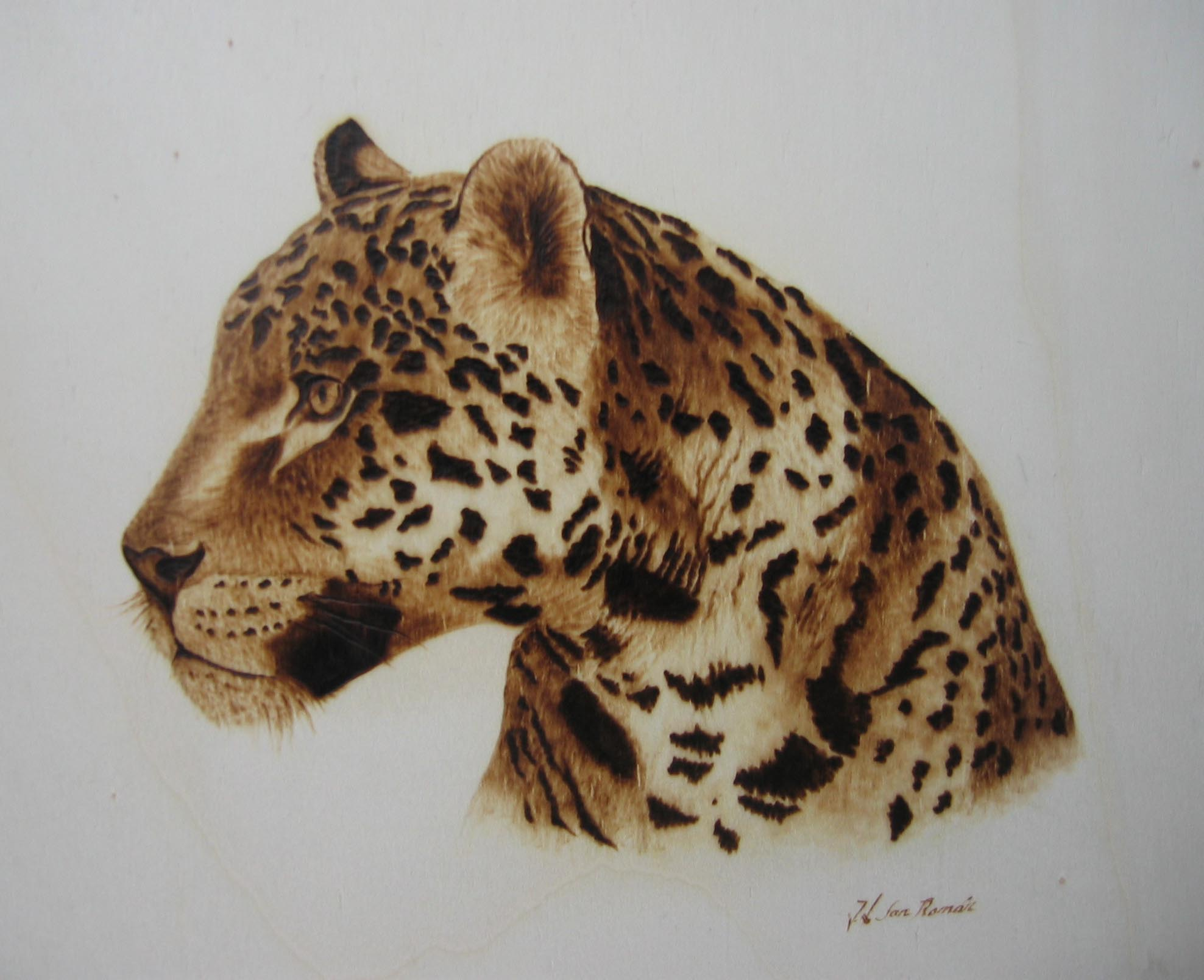
Pirogravat sobre post de fusta.
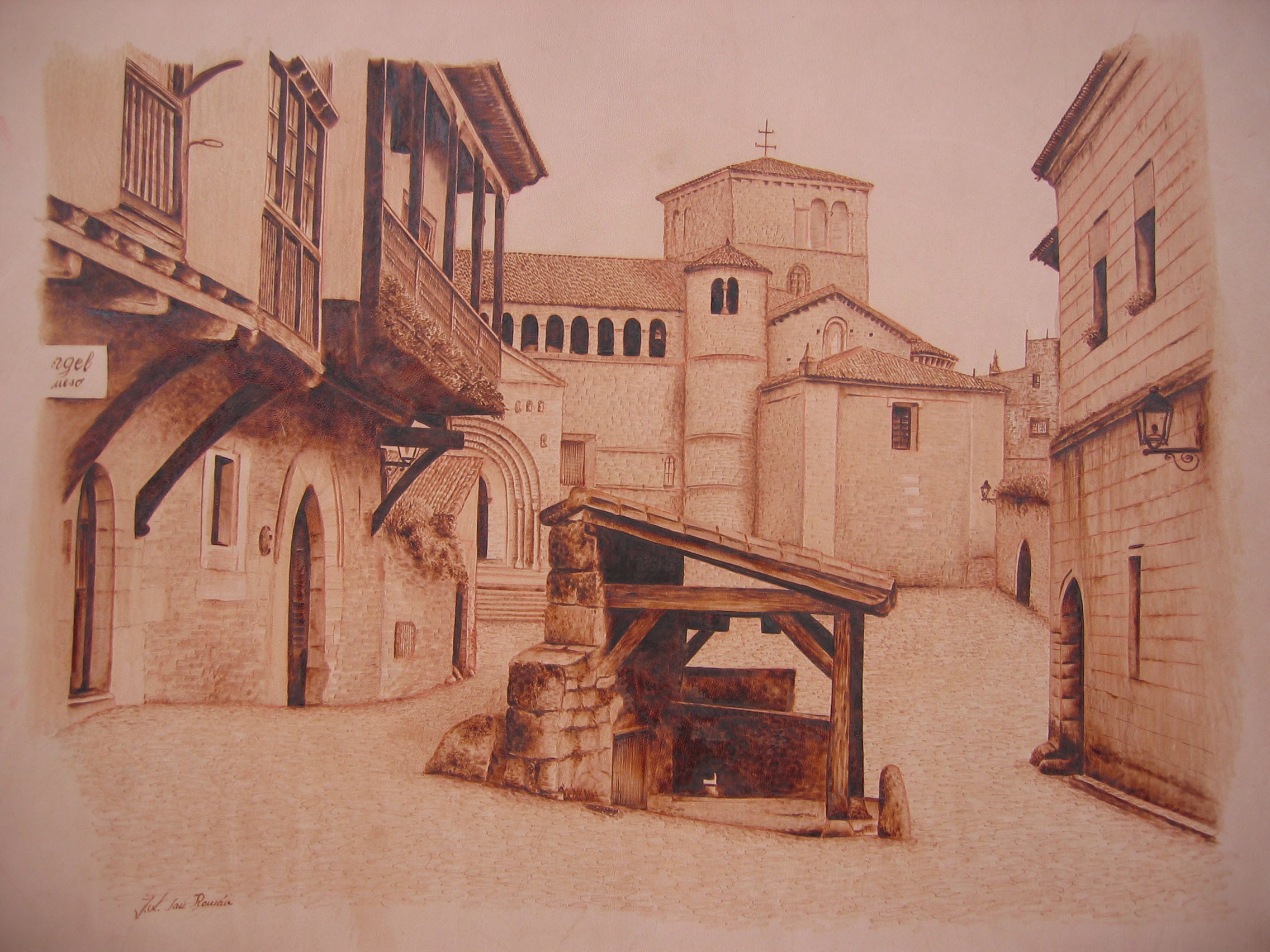
Pirogravat sobre pell.